# Departamento de Servicios para Adultos Mayores y Personas Discapacitadas de Texas

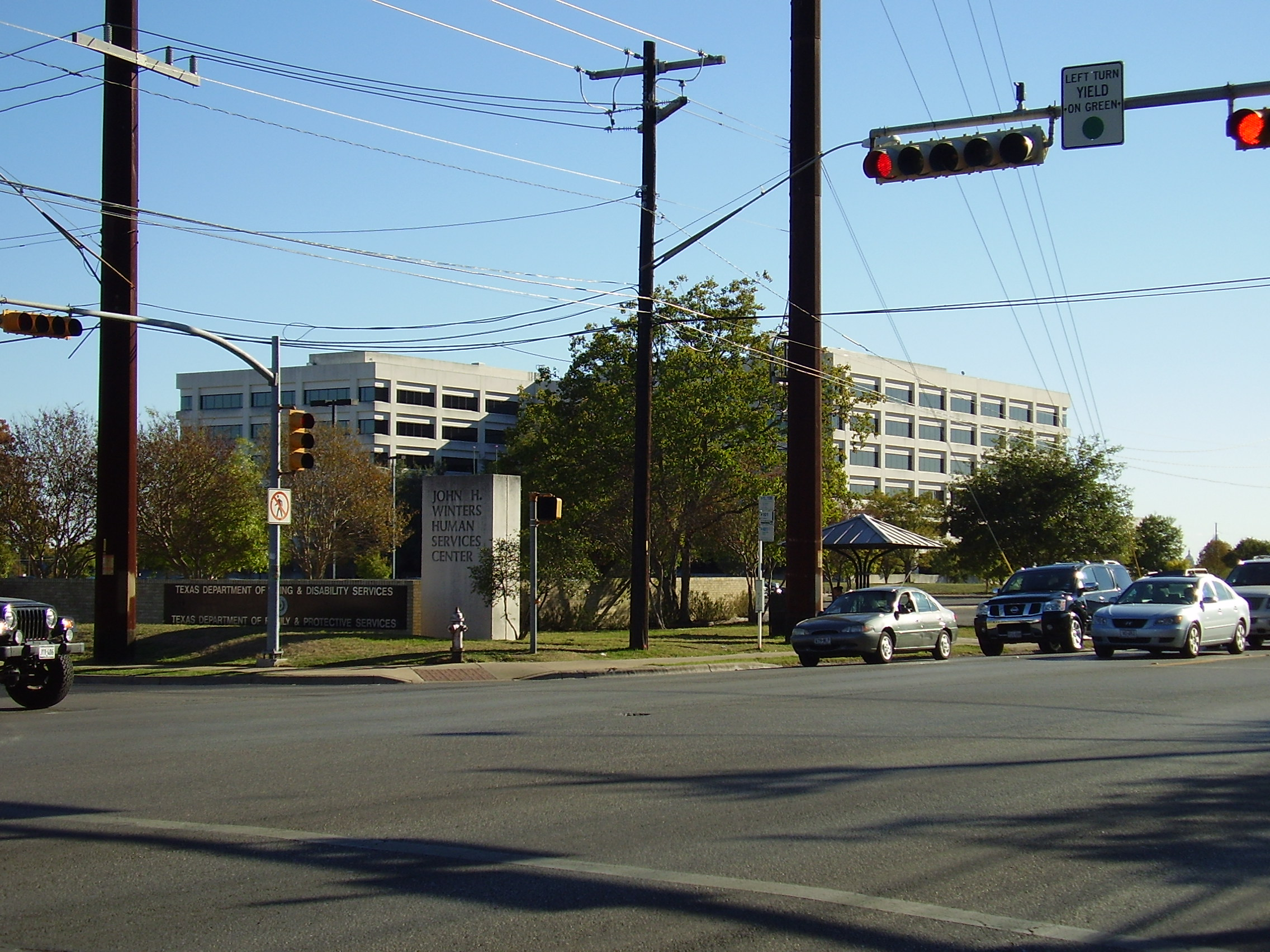
John H. Winters Human Services Center tiene la sede del Departamento de Servicios para Adultos Mayores y Personas Discapacitadas de Texas.

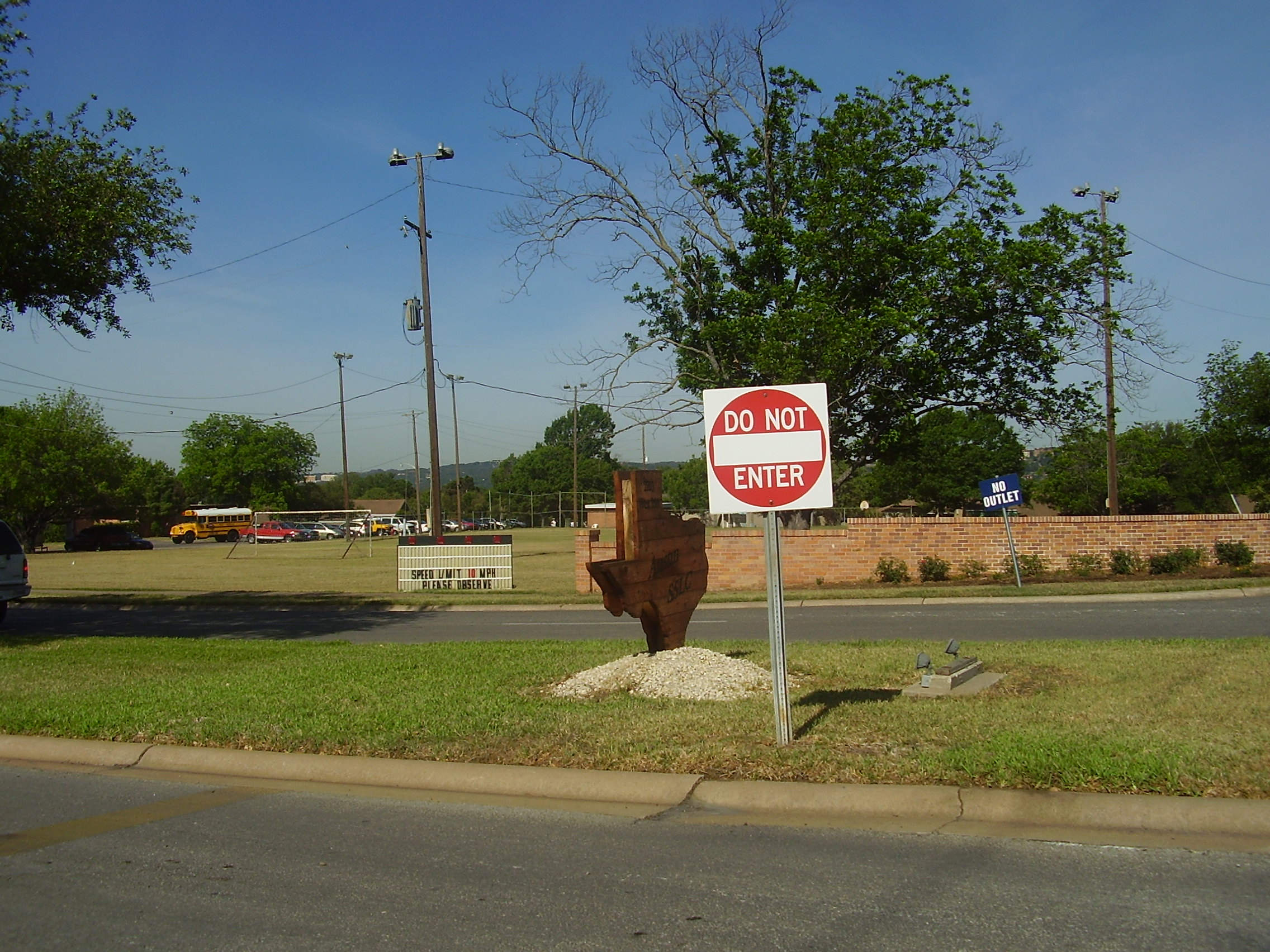
Centro Residencial con Apoyo Estatal de Austin (anteriormente, Escuela Estatal de Austin)

Departamento de Servicios para Adultos Mayores y Personas Discapacitadas de Texas (idioma inglés: Texas Department of Aging and Disability Services, DADS) es una agencia del Texas. La agencia tiene la sede en el John H. Winters Human Services Center de 701 West 51st Street en Austin. El departamento proporciona asistencia para personas con discapacidad y los adultos mayores.
El departamento gestiona centros residenciales con apoyo estatal (inglés: "state supported living centers" (SSLC), anteriormente "escuelas estatales," inglés: "state schools"), centros para personas con discapacidad.